# No Mundo da Luna
No Mundo da Luna é uma série de televisão brasileira produzida pela HBO Max baseado no livro de mesmo nome da escritora Carina Rissi. A primeira temporada estreou em 13 de novembro de 2022 no serviço de streaming.
A série conta com a redação final de Ana Luíza Savassi e Paula Knudsen e direção de Claudia Castro, Maria Farkas e Michael Ruman.

## Enredo
Luna (Marina Moschen), uma jovem descendente de ciganos de 21 anos que vive em São Paulo, sonha em ser jornalista, mas na era das fake news e da informação como entretenimento, essa é uma tarefa difícil. Para se aproximar da profissão, ela decide aceitar escrever o horóscopo para um portal de notícias usando as cartas do baralho cigano. Mas o que ela não podia imaginar é que as cartas herdadas de sua família - e com séculos de história - iriam literalmente falar com ela, jogá-la em um triângulo amoroso, e mudar o seu destino.

## Elenco
- Marina Moschen como Luna Lovari
- Leonardo Bittencourt como Dante Montini
- Enzo Romani como Viny
- Bruna Inocencio como Sabrina
- Daniel Infantini como Sol (voz)
- Eduardo Acaiabe como Murilo
- Greta Antoine como Teca
- Luana Martau como Micaela
- Maria Clara Gueiros como Clarice
- Vitória Micheloni como Patrícia
- Pedro Paulo Vicentini como Moisés
- Priscila Lima como Bia
- Giulia Miranda como Marissol
- Rosi Campos como Cecília Lovari

## Episódios[4]
| N.º | Título       | Dirigido por                   | Escrito por                      | Exibição original      |
| --- | ------------ | ------------------------------ | -------------------------------- | ---------------------- |
| 1 | "O Sol"      | Claudia Castro                 | Paula Knudsen                    | 13 de novembro de 2022 |
| A aspirante a jornalista Luna consegue uma entrevista de emprego no portal de notícias Jornaw. Mas eles estão interessados apenas em sua ascendência cigana: a vaga é de cartomante. Ela decide aceitar, mas para isso precisará de um baralho.  |              |                                |                                  |                        |
| 2 | "O Cahorro"  | Roberto D´Avila e Maria Farkas | Anderson Almeida                 | 13 de novembro de 2022 |
| Luna vai ao hospital para descobrir se há algo de errado com seu cérebro. Clarice pede para Luna provar que o sucesso da cigana Clara é verdadeiro, e Sabrina encontra um novo amor.                                                             |              |                                |                                  |                        |
| 3 | "O Peixe"    | Roberto D´Avila e Maria farkas | Ana Luisa Savassi                | 13 de novembro de 2022 |
| Quando as cartas param de falar com Luna depois que ela conta uma mentira, o horóscopo vai por água abaixo e as coisas começam a dar errado por todos os lados. Luna precisa arrumar um jeito de concertar as coisas para salvar o seu emprego.  |              |                                |                                  |                        |
| 4 | "A Cruz"     | Claudia Castro                 | Anderson Almeida                 | 13 de novembro de 2022 |
| Luna e Sabrina precisam conseguir dinheiro para o aluguel que aumentou de repente. Luna se declara para Viny, mas as coisas não vão como ela esperava. Bia toma uma decisão drástica depois do fiasco da partida de Mortal Kombat.               |              |                                |                                  |                        |
| 5 | "A Criança"  | Claudia Castro                 | Paula Knudsen                    | 13 de novembro de 2022 |
| Luna tenta resolver a situação com Viny e Dante, mas quando os meninos querem fazer um documentário sobre a sua família, ela acaba caindo em uma enrascada. Enquanto isso, Bia está focada em descobrir que sabotou o controle e a fez perder.   |              |                                |                                  |                        |
| 6 | "O Anel"     | Roberto D´Avila                | Ana Luiza Savassi                | 13 de novembro de 2022 |
| É o casamento de Marissol e Luna tenta fugir de Viny e Dante enquanto se empenha de recuperar o seu trabalho. Sabrina tem o seu passado revelado e Clarice vai atrás de seu horóscopo.                                                           |              |                                |                                  |                        |
| 7 | "A Serpente" | Michael Ruman                  | Anderson Almeida                 | 13 de novembro de 2022 |
| Bia consegue organizar a vingança perfeita contra seus sabotadores. A Jornaw consegue um vídeo do casamento de Marissol e decide fazer um filme sobre isso. Sabrina recebe um convite que vai mudar sua vida para sempre.                        |              |                                |                                  |                        |
| 8 | "A Cigana"   | Maria Farkas                   | Ana Luiza Savassi e Mizael Gomes | 13 de novembro de 2022 |
| Luna recebe um convite para ir à festa de aniversário do casamento dos pais de Dante, mas o evento é na mesma hora da exposição de Sabrina. Luna precisa decidir entre salvar seu emprego ou dar apoio à sua melhor amiga.                       |              |                                |                                  |                        |
| 9 | "O Trevo"    | Michael Ruman                  | Paula Knudsen                    | 13 de novembro de 2022 |
| Sabrina vai para uma clínica de reabilitação por causa de suas mentiras. Dona Cecília continua em busca de desvendar o mistério do baralho de Luna. Enquanto isso, Luna busca a ajuda das cartas, mas a mensagem que elas passam já é conhecida. |              |                                |                                  |                        |
| 10 | "O Coração"  | Michael Ruman                  | Paula Knudsen                    | 13 de novembro de 2022 |
| Dona Cecília está muito preocupada com o baralho de Luna. Clarice tem uma ideia para um novo empreendimento da Jornaw e convoca Luna para participar. Luna entende que precisa das cartas para ajudar suas amigas.                               |              |                                |                                  |                        |

## Produção
Em 10 de fevereiro de 2022, a HBO Max iniciou as produções de “No Mundo da Luna” e “O Beijo Adolescente”, adaptações das obras de Carina Rissi e Rafael Coutinho, respectivamente.
No mesmo dia foi anunciado que Marina Moschen teria seu primeiro papel como protagonista na série. Leonardo Bittencourt, Enzo Romani, Bruna Inocencio, Maria Clara Gueiros, Rosi Campos e Priscila Lima também foram anunciados no elenco.
Em 26 de abril de 2022 foi anunciado que as gravações da série já estariam encerradas.